# Mindre Armenien

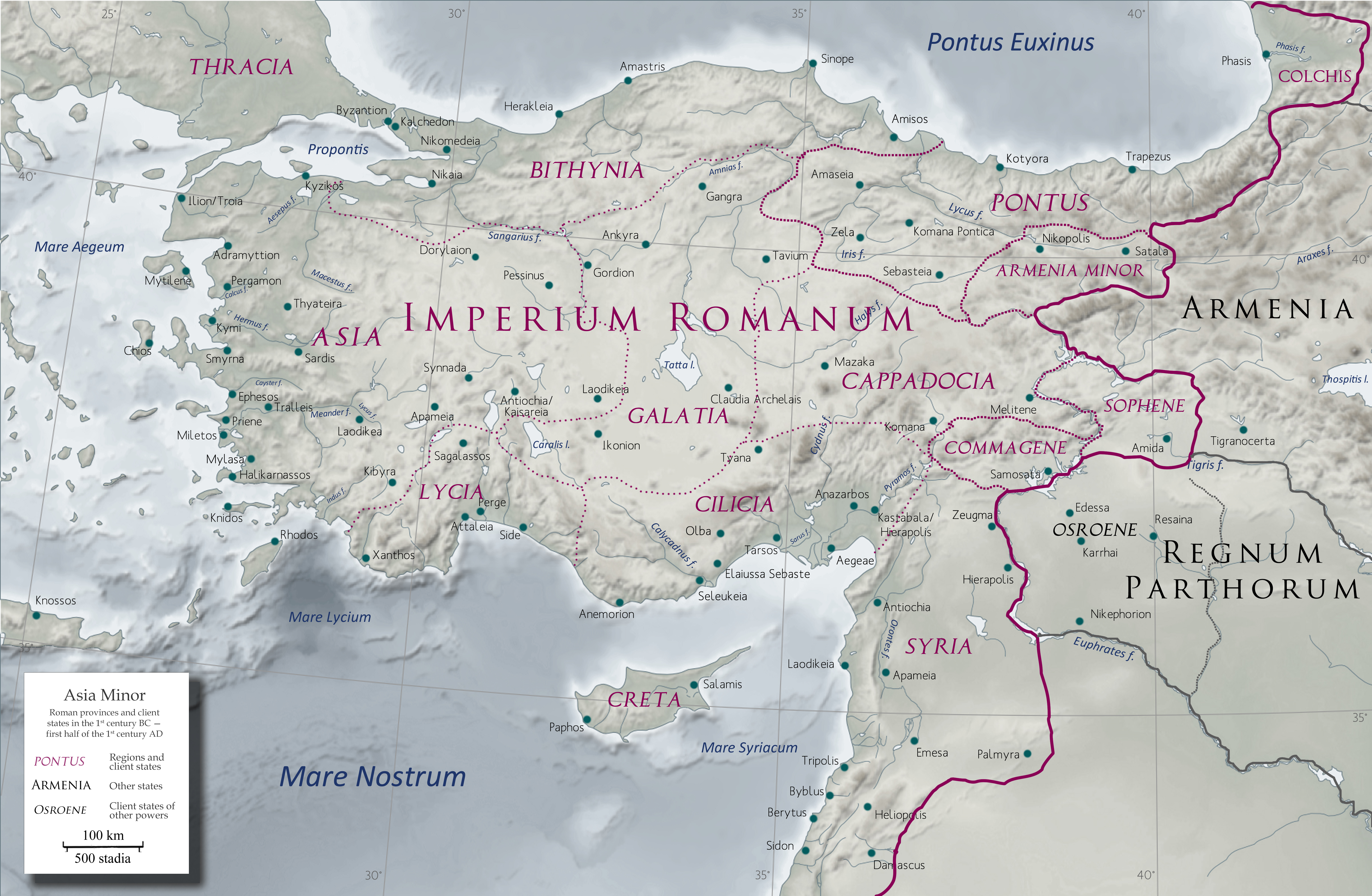
Asia Minor in the early 1st century AD - general map - provinces, client states and main settlements - bleached - English legend

Mindre Armenien var ett historiskt rike i Armenien, nuvarande östra Turkiet och Armenien. Det existerade som ett självständigt kungarike mellan cirka 188 f.Kr. och 72 e.Kr. Romarna tillsatte en lydkung över denna stat, Aristobulus av Chalcis. År 72 inkorporerade romarna kungariket i Romerska riket under namnet 
Armenia Minor eller Armenia Inferior.  